# Смуга нестабільності

Смуга нестабільності

Смуга нестабільності — ділянка на діаграмі Герцшпрунга—Рассела, на якій переважно розташовуються пульсуючі змінні зорі: змінні типу δ Щита, змінні типу SX Фенікса, та швидко осцилюючі RoAp-зорі поблизу головної послідовності; змінні типу RR Ліри — де смуга перетинає горизонтальне відгалуження; та цефеїди — де смуга перетинає гілку надгігантів.
Поширеною є думка, що змінні типу RV Тельця також розташовані на смузі нестабільності, займаючи ділянку справа від яскравіших цефеїд (на нижчих температурах), оскільки їх пульсації науковці пояснюють тим самим механізмом[джерело?].

## Розташування на діаграмі Герцшпрунга—Рассела
Смуга нестабільності перетинає головну послідовність на ділянці зір спектрального класу A та F (1-2 мас Сонця (M☉)) та простягається до яскравих надгігантів спектрального класу G і початку K (або початку M, якщо включати зорі типу RV Тельця). Нижня частина смуги нестабільності виглядає на діаграмі як розрив Герцшпрунга, де зорі майже відсутні, оскільки час їх життя на цій ділянці дуже короткий (лише близько тисячі років). Над головною послідовністю переважна більшість зір смуги нестабільності є змінними, а в місці перетину смуги нестабільності та головної послідовності, переважна кількість зір є стабільною з деякими змінними, наприклад RoAp-зорі.

## Пульсації
Пульсація зір класичної смуги нестабільності обумовлена каппа-механізмом: зміною непрозорості в зонах іонізації гідрогену й гелію. Імовірно, що червоні змінні отримують енергію пульсацій переважно із зон іонізації гідрогену. У зір класів A-F-G головну роль відіграють зони іонізації гелію: у зоряній фотосфері гелій нейтральний; глибше, під фотосферою, за температур 25 000—30 000K починається шар іонізованого гелію першого ступеня (He I). Другий ступінь іонізації гелію (He II) починається за температур 35 000—50 000K. 

Можна очікувати, що пульсації гарячих білих карликів або ядер планетарних туманностей зумовлені зонами іонізації карбону чи оксигену.
У загальному вигляді такий механізм пульсацій передбачив Артур Еддінгтон, а конкретну фізичну реалізацію (для цефеїд) вперше запропонував Сергій Олександрович Жевакін.

### Механізм пульсації цефеїд
Коли зоря стискається, густина та температура шару підповерхневого зростає й у ньому відбувається іонізація: He I перетворюється на He II. Це збільшує непрозорість й енергія, що надходить із надр зорі до її поверхні, ефективно поглинається в цій зоні. Внаслідок цього температура на поверхні зорі падає, а світність зменшується. 
Після майже повної іонізації в шарі температура в ньому починає зростати й починається його розширення. Унаслідок розширення падає температура шару, у ньому відбувається рекомбінація (He II на He I), а непрозорість зменшується. Таким чином зростає надходження енергії до зовнішніх шарів, що збільшує їх температуру та світність зорі. 
Фазовий зсув між радіальною пульсацією зорі та змінами у її яскравості залежить від відстані шару He II до поверхні зорі у її атмосфері. Для більшості цефеїд це створює виразно асиметричну криву зміни яскравості видимого світла, яка різко зростає до максимуму, а потім повільно повертається до мінімуму.
Цей механізм може підтримувати пульсації у разі певної глибини залягання зони критичної іонізації гелію. Тому цефеїди розташовуються в досить вузькій смузі (діапазон по осі температур — близько 1200 К). Ширина зони та її межі для конкретної зорі залежать також від вмісту в ній гелію: для зір із малим вмістом гелію смуга вужча. Зорі, у яких вміст гелію становить менше 15% (за кількістю атомів) взагалі не пульсують.

### Інші пульсуючі зорі
Деякі типи пульсуючих зір не перебувають на смузі нестабільності, їх пульсації зумовлено іншими механізмами. Нижчу температуру мають довгоперіодичні пульсуючі змінні, що належать до асимптотичного відгалуження гігантів (наприклад, міриди). Гарячішими є змінні типу β Цефея та типу PV Телескопа. На межі смуги нестабільності поруч із головною послідовністю розташовані змінні типу γ Золотої Риби. Білі карлики мають три різні типи змінності: DAV, DBV та DOV. Кожен із цих типів змінних має власну смугу нестабільності, яка створюється не шарами гелію, а інших частково іонізованих елементів, в яких теж відбуваються зміни непрозорості.
Більшість яскравих надгігантів є певною мірою змінними, включно зі змінними типу α Лебедя. На особливій ділянці яскравих зір над смугою нестабільності розташовані жовті гіпергіганти, що мають нерегулярні пульсації та спалахи. Гарячіші змінні зорі типу S Золотої Риби показують подібні короткострокові та довгострокові зміни в спектрі та світності з нерегулярними спалахами.